# Tribu d'Issacar
La tribu d'Issacar est une des douze tribus d'Israël. Elle fut fondée par Issachar, l'un des fils de Jacob.
D'apres le nouveau testament, c'était la tribu à laquelle appartenaient l'apôtre Thomas et le juge Thola.
D'après la tradition juive, les tribus de Zabulon et Issacar semblent avoir développé une relation de symbiose, dans le sens où les descendants d'Issacar dédiaient leur temps à l'étude et à l'enseignement de la Torah, tandis que les membres de la tribu de Zébulon travaillaient pour les deux tribus. Ainsi, les uns partageaient le mérite de l'étude tandis que les autres partageaient les fruits de leur travail. Cette image de Issacar et Zabulon continue d'être utilisée dans les temps modernes, notamment dans la société israélienne où les Haredi dédient leur vie à l'étude en recevant des aides financières de l'État.

## Effectifs de la tribu d'Issacar
Deux ans après la sortie d'Égypte, Moïse effectue un premier recensement et les descendants d'Issachar sont au nombre de 54 400. Les descendants d'Issachar forment une armée de 54 400 hommes.
Après la révolte de Coré, Dathan et Abiron, Moïse effectue un second recensement et les descendants d'Issachar sont au nombre de 64 300.
L'archéologue Donald Bruce Redford estime que les nombres donnés dans la Bible sont peu crédibles dans la mesure où ils sont trop grands.

## Territoire de la tribu d'Issacar
- La frontière 'est' de la tribu d'Issacar est le Jourdain.

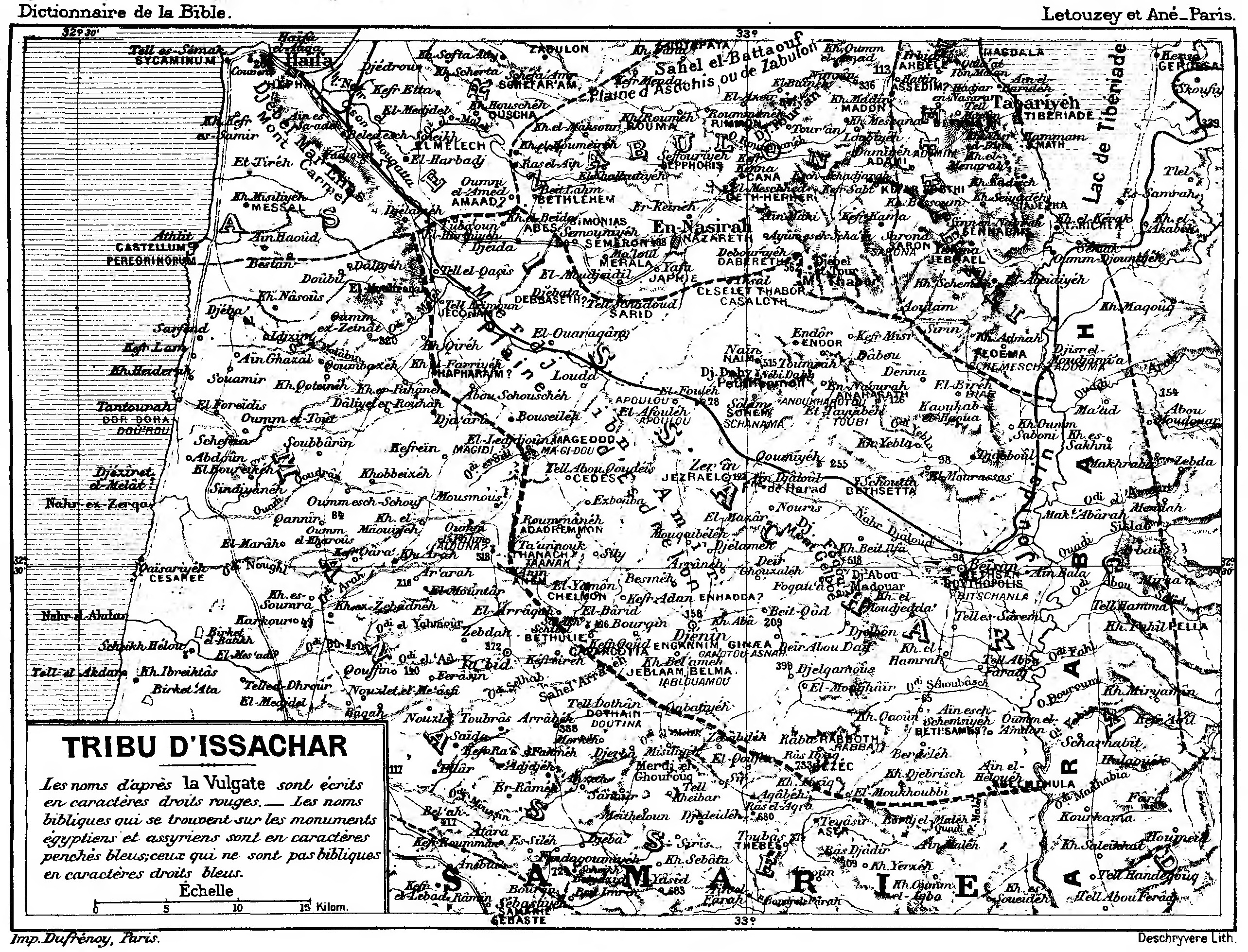
Carte de la Tribu d'Issacar.

- la frontière 'sud' part du Jourdain et suit la bordure du territoire de la tribu de Manassé qui possède les villes enclaves de Beït Shéan et Yibléam (ville de la tribu de Manassé qui devient une ville lévitique attribuée aux Qehathites et où fut accroché à la muraille le cadavre du roi Saül)[5] dont les habitants ne sont pas chassés[6],[7].
- La frontière 'ouest' tourne vers Taanak (une ville de la tribu de Manassé qui devient une ville lévitique attribuée aux Qehathites) et Megiddo, deux villes enclaves de la tribu de Manassé[5] dont les habitants ne sont pas chassés[6],[7].
- La frontière 'nord' suit la bordure de la tribu de Zébulon en passant à proximité d'En-Dor (en) (ville enclave de la tribu de Manassé[5] dont les habitants ne sont pas chassés[6],[7] et ville de la pythonisse d'Endor que consulte le roi Saül). Elle passe par les villes de : Jezraël (qui a donné son nom à la vallée de Jezréel), Kesoulloth, Sunem (ville natale d'Abisag la compagne du roi David dans sa vieillesse et située au nord du mont Guilboa, Hapharaïm, Shiôn, Anaharath, Rabbith, Qishiôn (une ville de la tribu d'Issacar qui devient une ville lévitique attribuée aux Guershonites), Ébets, Rémeth, En-Gannim (en) (une ville de la tribu d'Issacar qui devient une ville lévitique attribuée aux Guershonites), En-Hadda, Beth-Patsets[8].
- La frontière 'nord' suit ensuite la bordure du territoire de la tribu de Nephthali en passant par les villes de : Tabor (qui a donné son nom au mont Thabor), Shahatsouma, Beth-Shémesh (une ville attribuée à la tribu de Nephthali et dont les habitants ne sont pas chassés[9]) et aboutit au Jourdain[8].

Quatre de leurs villes deviennent des villes lévitiques attribuées aux Guershonites : Quishiôn, Daberath (en) (ville en bordure du territoire de la tribu de Zébulon), Yarmouth (en), En-Gannim (en).
Pour Kenneth Anderson Kitchen, ces listes ne sont pas fiables.

## Disparition de la tribu d'Issacar
À partir du xe siècle av. J.-C., la tribu d'Issacar est incorporée dans le royaume du Nord, un des deux royaumes israélites après le schisme politique et religieux provoqué par le roi Jéroboam Ier.
Le Royaume d'Israël est détruit par l'Assyrie qui s'empare de la ville de Samarie en -722 et déporte une partie de la population du royaume. La tribu d'Issacar est alors considérée comme une des dix tribus perdues.

## Membres de la tribu d'Issacar
- Nethanel, le fils de Tsouar, est un chef de la tribu d'Issacar lors de l'Exode hors d'Égypte[15],[16],[17],[18].
- Yigal, le fils de Yoseph, est envoyé en éclaireur au pays de Canaan avant sa conquête et appartient à la tribu d'Issacar[19].
- Paltiël, le fils d'Azzân, est un chef de la tribu d'Issacar lors du partage du pays de Canaan[20].
- Thola, juge d'Israël, est un membre de la tribu d'Issacar[21].

## Symboles de la tribu d'Issacar
Le symbole d'Issacar est un âne. Mais il est aussi représenté par des livres ou par le soleil, la lune et les étoiles symbolisant ses connaissances scientifiques, en particulier astronomiques, qui dérive du verset biblique : «Et les enfants d'Issacar, qui étaient des hommes qui avaient l'intelligence des temps» (1 Chron. 12:32). Issacar est le 9e fils d'Israël.
La pierre précieuse associée à Issacar sur le pectoral du grand prêtre est une améthyste de couleur violette (Exode 28:19).

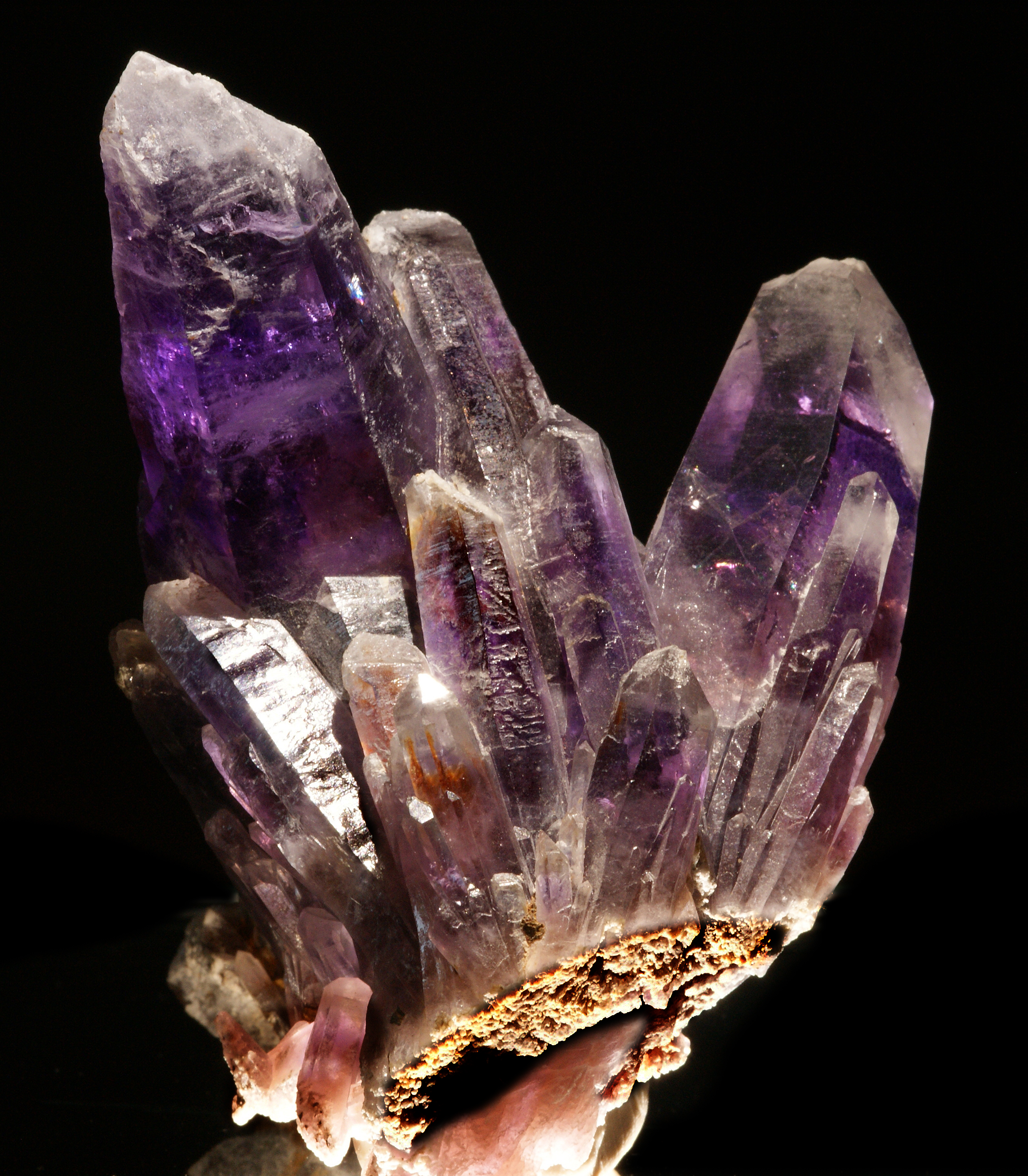
Améthyste